# Первородні (телесеріал)
«Перворо́дні» (англ. The Originals) — американський телесеріал, який розробила Джулі Плек як спін-оф шоу «Щоденники вампіра», в центрі якого є кілька основних персонажів із серіалу.
Телеканал CW замовив зйомки вбудованого в оригінальний серіал пілотного епізоду 11 січня 2013 року, який демонструвався у квітні 2013 року. 26 квітня 2013 року канал дав згоду на пілотну серію й замовив зйомки серіалу для трансляції в сезоні 2013—2014.
Впродовж 2013—2018 років було показано 5 сезонів серіалу. Фінальний епізод вийшов 1 серпня 2018 року.

## Сюжет
Родина — це сила. Первородна родина вампірів у цьому заприсяглася тисячу років тому. Вони заявили, що будуть разом завжди і довіку. Минули століття і сімейні зв'язки були розірвані. Час та жага влади розділила стародавню родину.
Триста років тому родина первородних допомогла збудувати місто Новий Орлеан. Проте тікаючи від Майкла вони мусили покинути місто. Відтак повний контроль над містом, людьми і надприродними мешканцями опинився в руках Марселя, харизматичного вампіра, якого створив Клаус. Клаус Майклсон, гібрид вампіра й вовкулаки з родини первородних. Дізнавшись про ще ненароджену дитину Клауса відьми заманили його до Нового Орлеана, сподіваючись що він повалить тирана. Тут з'ясовується, що вовкулака Хейлі вагітна від Клауса.
У 2-му сезоні Клаус і Елайджа об'єднуються проти воскреслої матері Естер, яка нищить синів демонами минулого в спробі примусити їх залишити вампірські тіла і стати смертними. Естер, однак, виявляється лише першою ластівкою, оскільки Клаус дізнається про старовинне прокляття, нависле над Хоуп, яке загрожує їй самотнім і жахливим життям у владі сестри Естер, відьми Далії, чиє знищення дається сім'ї величезною ціною.
У 3-му сезоні трагедії і тріумфи Майклсонів продовжаться. Найдавніший гібрид вампіра і перевертня Клаус Майклсон і його брат Елайджа ціле тисячоліття намагалася захистити їх неблагополучну сім'ю, але тепер, з появою у Клауса і гібрида Хейлі дочки Хоуп, ставки високі як ніколи.
У 4-му сезоні Клаус почне віддалятися від своєї сім'ї, хоча йому вдається налагодити відносини з давно втраченої сестрою Фреєю. Хейлі безмірно страждає через дріб'язкову мстивість Клауса, в той час, як Марсель і Давіна правлять містом відповідно до нового положення справ. Камі і Вінсент виявляються залучені в разючу таємницю, пов'язану з новим мешканцем нового Орлеана —першим вампіром в історії, тисячу років тому створеним сімейством Майклсонів.

## У ролях

### Основний склад
| Персонаж         | Актор                | Сезони               | Сезони               | Сезони               | Сезони               | Сезони               |
| Персонаж         | Актор                | 1                    | 2                    | 3                    | 4                    | 5                    |
| ---------------- | -------------------- | -------------------- | -------------------- | -------------------- | -------------------- | -------------------- |
| Клаус Майклсон   | Джозеф Морган        | Основний персонаж    | Основний персонаж    | Основний персонаж    | Основний персонаж    | Основний персонаж    |
| Елайджа Майклсон | Деніел Ґілліс        | Основний персонаж    | Основний персонаж    | Основний персонаж    | Основний персонаж    | Основний персонаж    |
| Ребекка Майклсон | Клер Голт            | Основний персонаж    | Періодичний персонаж | Періодичний персонаж | Періодичний персонаж | Періодичний персонаж |
| Гейлі Маршал     | Фібі Тонкін          | Основний персонаж    | Основний персонаж    | Основний персонаж    | Основний персонаж    | Основний персонаж    |
| Марсель Жерар    | Чарльз Майкл Девіс   | Основний персонаж    | Основний персонаж    | Основний персонаж    | Основний персонаж    | Основний персонаж    |
| Софі Деверо      | Даніелла Пінеда      | Основний персонаж    | Не з'являється       | Не з'являється       | Не з'являється       | Не з'являється       |
| Каміла О'Конелл  | Леа Пайпс            | Основний персонаж    | Основний персонаж    | Основний персонаж    | Запрошена зірка      | Запрошена зірка      |
| Давіна Клер      | Деніел Кемпбелл      | Основний персонаж    | Основний персонаж    | Основний персонаж    | Періодичний персонаж | Періодичний персонаж |
| Вінсент Гріффіт  | Юсуф Гейтвуд         | Запрошена зірка      | Основний персонаж    | Основний персонаж    | Основний персонаж    | Основний персонаж    |
| Фрея Майклсон    | Райлі Воулкел        | Не з'являється       | Періодичний персонаж | Основний персонаж    | Основний персонаж    | Основний персонаж    |
| Хоуп Майклсон    | Даніель Роуз Расселл | Запрошена зірка      | Періодичний персонаж | Періодичний персонаж | Періодичний персонаж | Основний персонаж    |
| Джошуа Росза     | Стівен Крюгер        | Періодичний персонаж | Періодичний персонаж | Періодичний персонаж | Періодичний персонаж | Основний персонаж    |

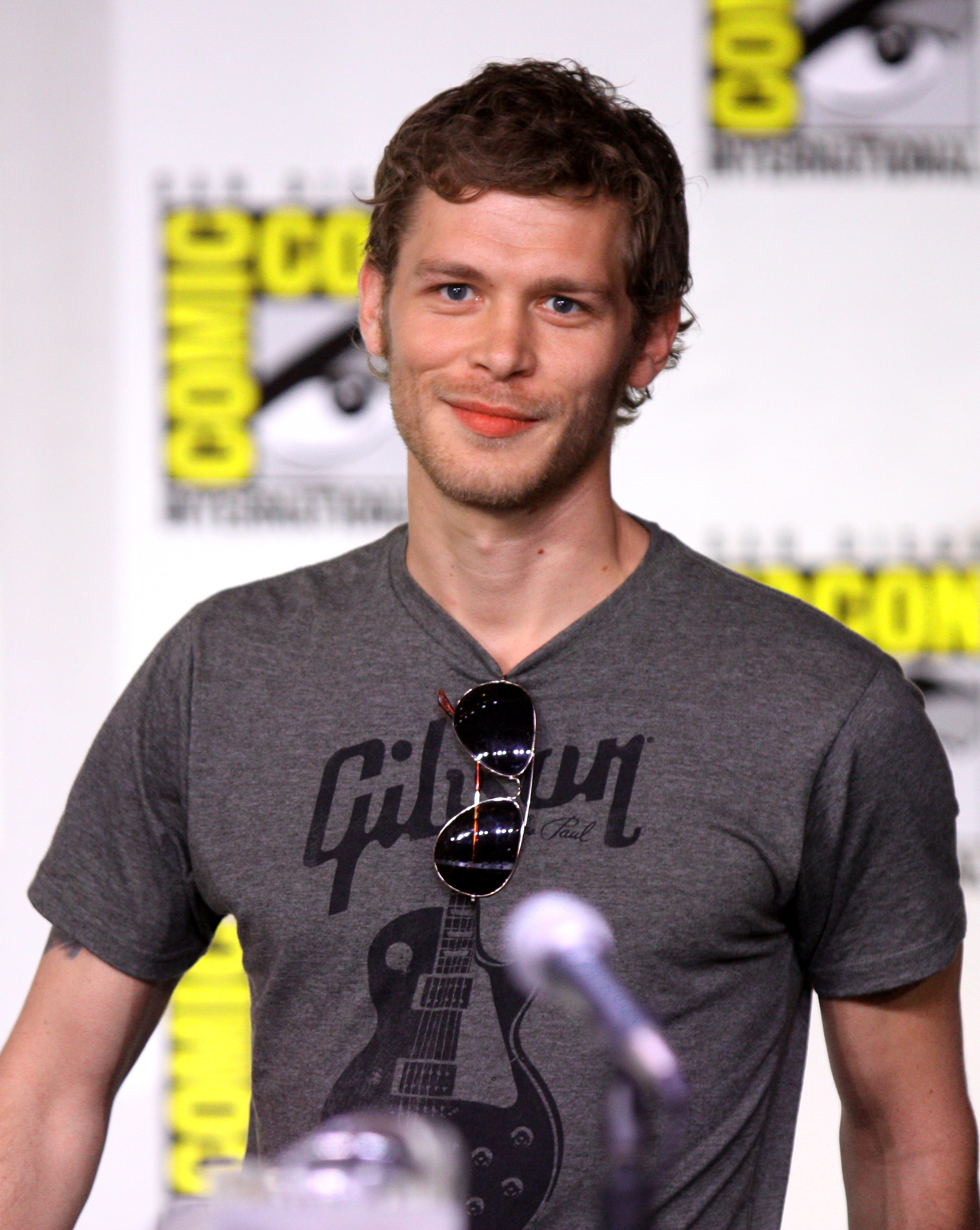
Джозеф Морган (роль — Ніклаус Майклсон)
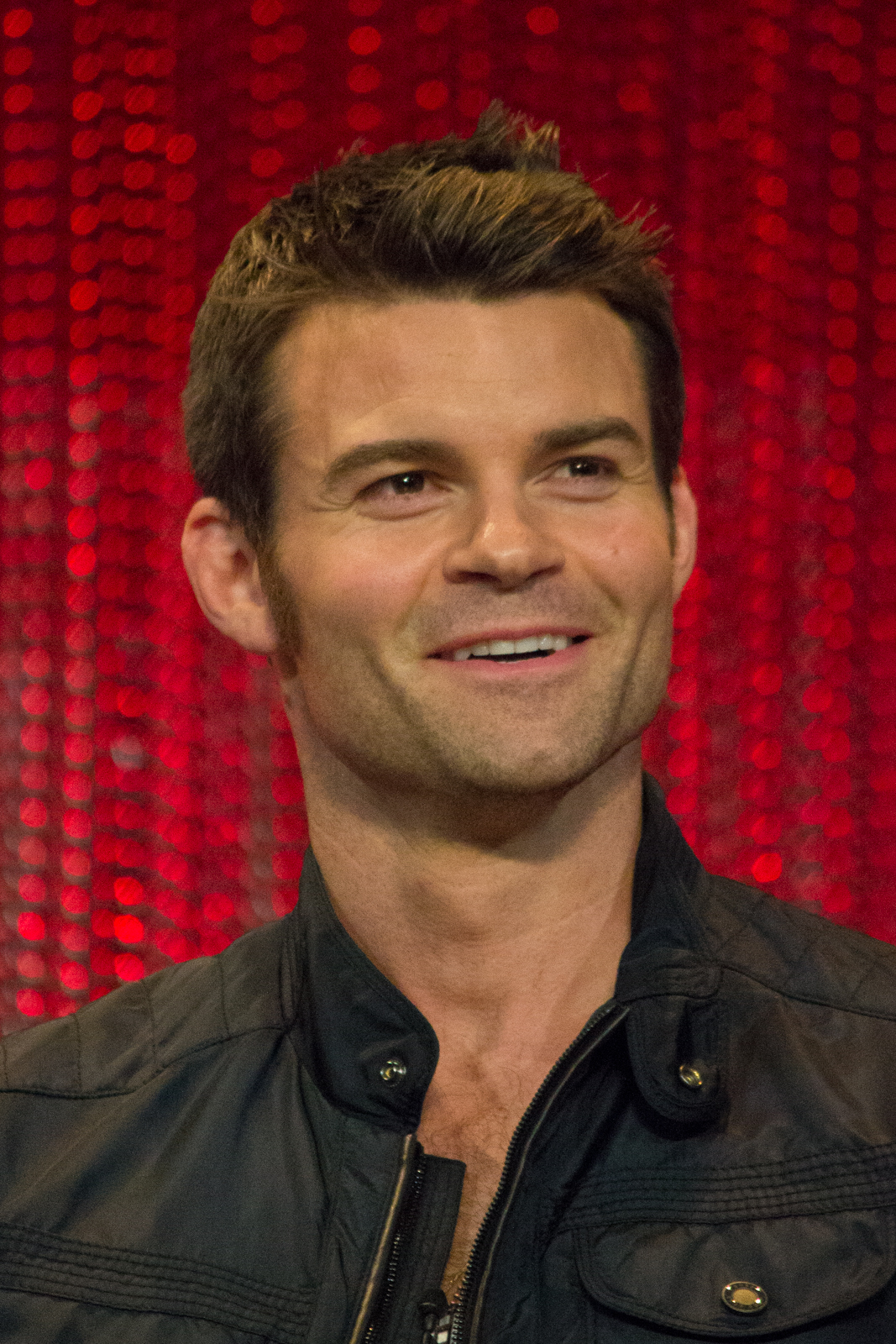
Деніел Ґілліс (Елайджа Майклсон)
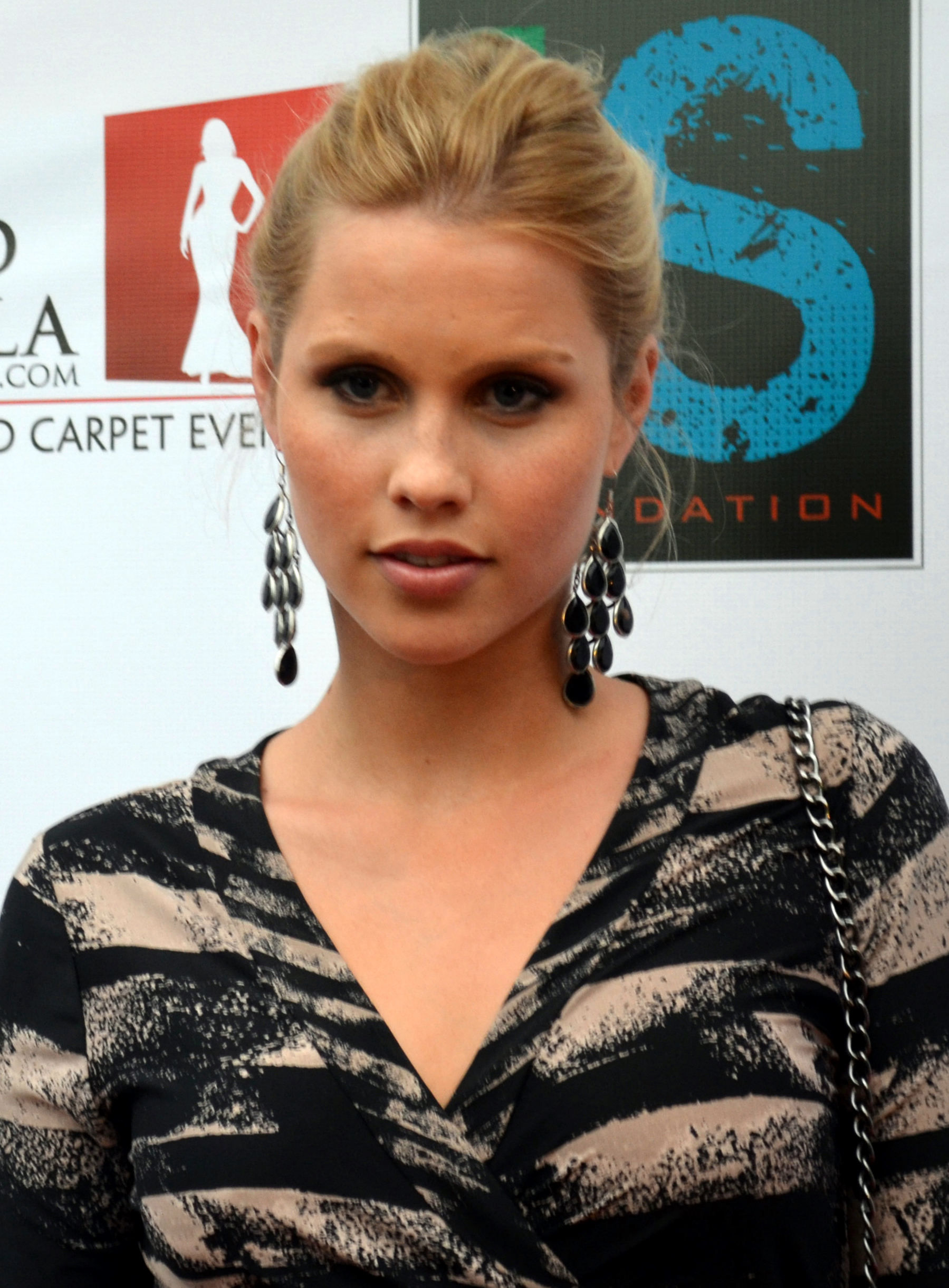
Клер Голт (Ребекка Майклсон)
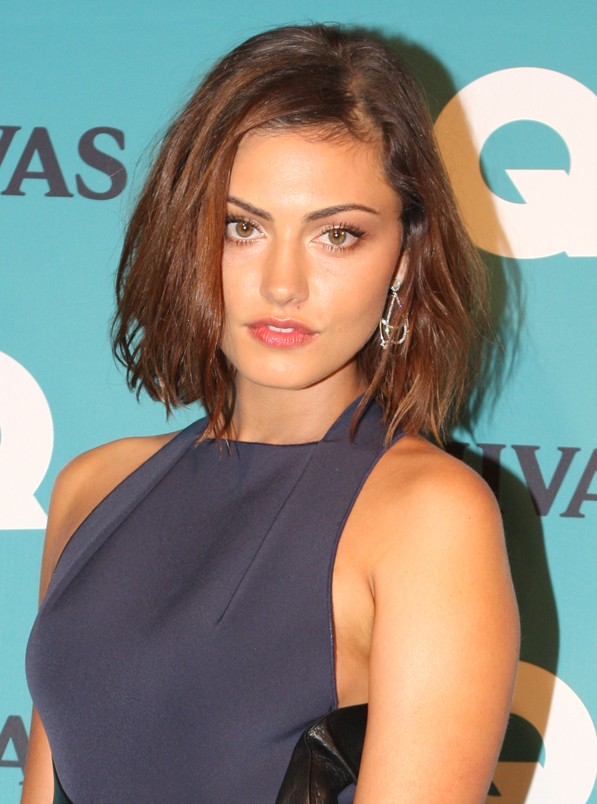
Фібі Тонкін (Хейлі Маршалл)
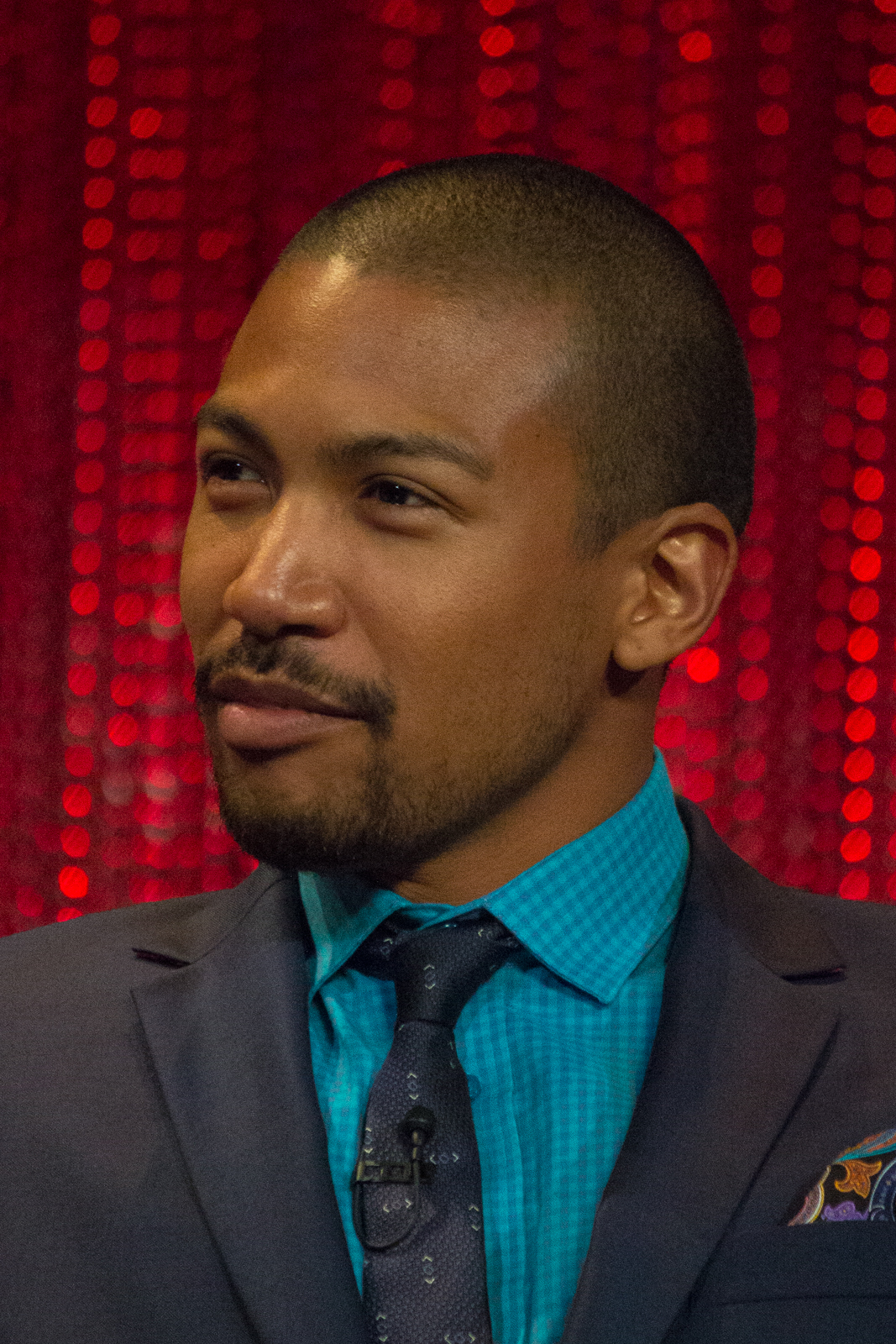
Чарльз Майкл Девіс (Марсель Джерард)
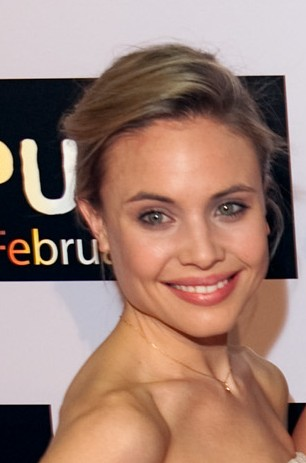
Леа Пайпс (Каміла О'Коннелл)
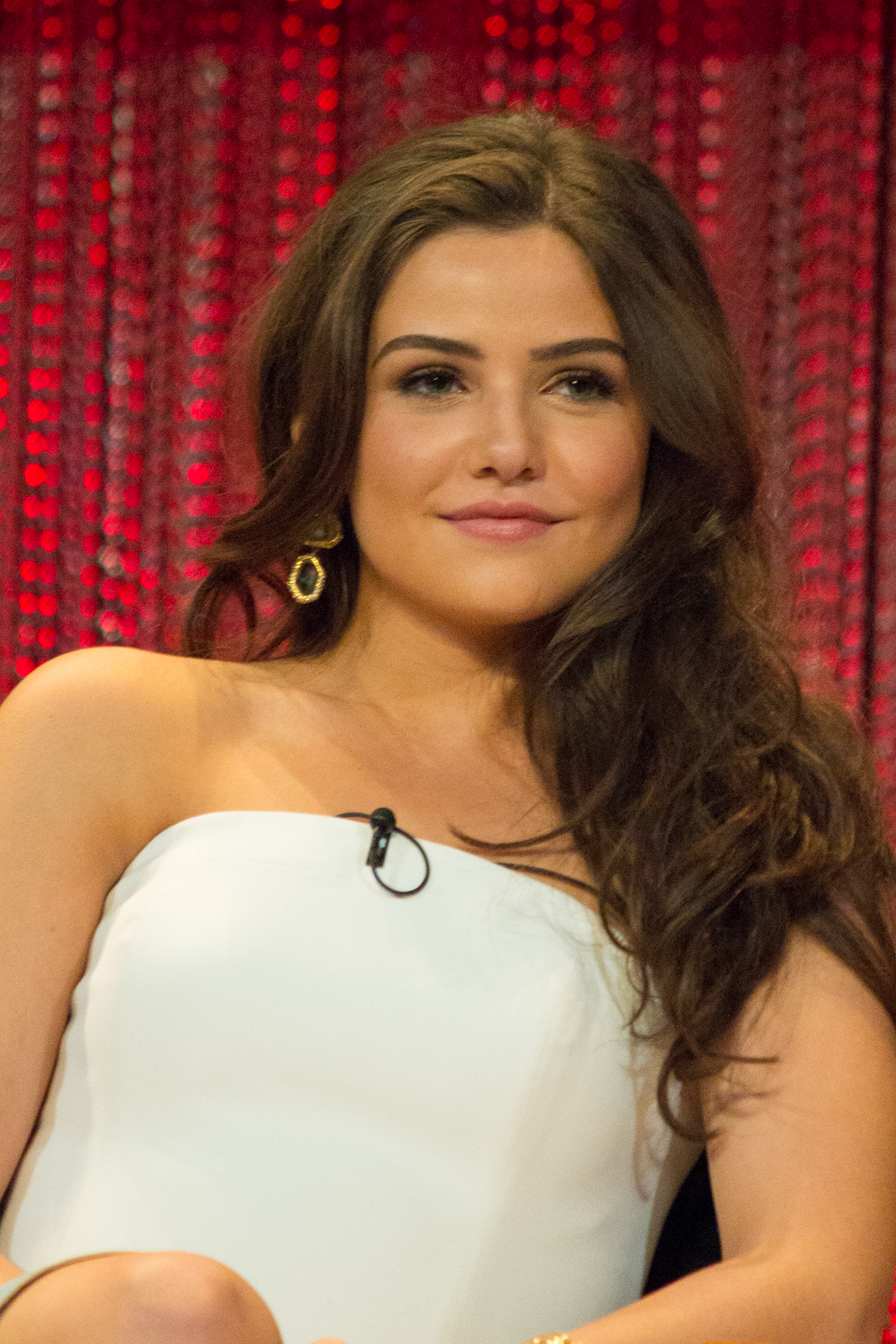
Деніел Кемпбелл (Давіна Клер)

### Другорядний склад
| Персонаж                      | Актор                 | Сезони               | Сезони               | Сезони               | Сезони               | Сезони               |
| Персонаж                      | Актор                 | 1                    | 2                    | 3                    | 4                    | 5                    |
| ----------------------------- | --------------------- | -------------------- | -------------------- | -------------------- | -------------------- | -------------------- |
| Кол Майклсон                  | Натаніель Бузолік     | Запрошена зірка      | Запрошена зірка      | Періодичний персонаж | Періодичний персонаж | Періодичний персонаж |
| Сабіна Лорен                  | Шеннон Кейн           | Періодичний персонаж | Не з'являється       | Не з'являється       | Не з'являється       | Не з'являється       |
| Дієго                         | Ека Дарвілл           | Періодичний персонаж | Не з'являється       | Не з'являється       | Не з'являється       | Не з'являється       |
| Тьєррі Ваншур                 | Калард Гарріс         | Періодичний персонаж | Не з'являється       | Не з'являється       | Не з'являється       | Не з'являється       |
| Естер Майклсон                | Еліс Еванс            | Запрошена зірка      | Періодичний персонаж | Не з'являється       | Не з'являється       | Не з'являється       |
| Майкл                         | Себастьян Роше        | Періодичний персонаж | Періодичний персонаж | Не з'являється       | Запрошена зірка      | Запрошена зірка      |
| Кіран О'Конелл                | Тодд Стедшвіт         | Періодичний персонаж | Не з'являється       | Не з'являється       | Не з'являється       | Не з'являється       |
| Женев'єва                     | Еліз Левес'ю          | Періодичний персонаж | Не з'являється       | Не з'являється       | Не з'являється       | Не з'являється       |
| Джексон Кеннер                | Натан Парсонс         | Періодичний персонаж | Періодичний персонаж | Періодичний персонаж | Запрошена зірка      | Запрошена зірка      |
| Олівер                        | Чейз Колмен           | Періодичний персонаж | Періодичний персонаж | Не з'являється       | Не з'являється       | Не з'являється       |
| Франческа Корра               | Пета Сергент          | Періодичний персонаж | Запрошена зірка      | Не з'являється       | Не з'являється       | Не з'являється       |
| Джия                          | Ніші Манші            | Не з'являється       | Періодичний персонаж | Не з'являється       | Не з'являється       | Не з'являється       |
| Ейдан Л.                      | Колін Вудлл           | Не з'являється       | Періодичний персонаж | Не з'являється       | Не з'являється       | Запрошена зірка      |
| Єва Сінклер                   | Месі Рідчарсон-Челарс | Не з'являється       | Періодичний персонаж | Запрошена зірка      | Запрошена зірка      | Не з'являється       |
| Далія                         | Клаудія Блек          | Не з'являється       | Періодичний персонаж | Не з'являється       | Не з'являється       | Не з'являється       |
| Люсьєн Кастл                  | Ендрю Ліс             | Не з'являється       | Не з'являється       | Періодичний персонаж | Не з'являється       | Не з'являється       |
| Трістан де Мартель            | Олівер Екленд         | Не з'являється       | Не з'являється       | Періодичний персонаж | Не з'являється       | Не з'являється       |
| Аврора де Мартель             | Ребекка Брірдс        | Не з'являється       | Не з'являється       | Періодичний персонаж | Не з'являється       | Не з'являється       |
| Фінн Майклсон                 | Каспер Зефер          | Не з'являється       | Не з'являється       | Періодичний персонаж | Не з'являється       | Не з'являється       |
| Детектив Вілл Кінні           | Джейсон Дорін         | Не з'являється       | Не з'являється       | Періодичний персонаж | Запрошена зірка      | Не з'являється       |
| Кіліан                        | Крістіна Маузез       | Не з'являється       | Не з'являється       | Не з'являється       | Періодичний персонаж | Періодичний персонаж |
| Порожнеча                     | Блу Хант              | Не з'являється       | Не з'являється       | Не з'являється       | Періодичний персонаж | Не з'являється       |
| Роман Сієна                   | Jedidiah Goodacre     | Не з'являється       | Не з'являється       | Не з'являється       | Не з'являється       | Періодичний персонаж |
| Антоанетта Сієна              | Джеймі Мюррей         | Не з'являється       | Не з'являється       | Не з'являється       | Не з'являється       | Періодичний персонаж |
| Гості з «Щоденників Вампірів» |                       |                      |                      |                      |                      |                      |
| Тайлер Локвуд                 | Майкл Тревіно         | Запрошена зірка      | Не з'являється       | Не з'являється       | Не з'являється       | Не з'являється       |
| Татія                         | Ніна Добрев           | Не з'являється       | Запрошена зірка      | Не з'являється       | Не з'являється       | Не з'являється       |
| Стефан Сальваторе             | Пол Веслі             | Не з'являється       | Не з'являється       | Запрошена зірка      | Не з'являється       | Не з'являється       |
| Метт Донован                  | Зак Реріг             | Не з'являється       | Не з'являється       | Запрошена зірка      | Не з'являється       | Не з'являється       |
| Аларік Зальцман               | Метт Девіс            | Не з'являється       | Не з'являється       | Не з'являється       | Запрошена зірка      | Запрошена зірка      |
| Керолайн Форбс                | Кендіс Кінг           | Не з'являється       | Не з'являється       | Не з'являється       | Не з'являється       | Періодичний персонаж |

## Список серій
| Сезон | Епізоди | Епізоди | Оригінальний показ | Оригінальний показ |
| Сезон | Епізоди | Епізоди | Перший показ       | Останній показ     |
| ----- | ------- | ------- | ------------------ | ------------------ |
| Pilot | Pilot   | Pilot   | 25 квітня 2013     | 25 квітня 2013     |
| 1     | 22      | 22      | 3 жовтня 2013      | 13 травня 2014     |
| 2     | 22      | 22      | 6 жовтня 2014      | 11 травня 2015     |
| 3     | 22      | 22      | 8 жовтня 2015      | 20 травня 2016     |
| 4     | 13      | 13      | 17 березня 2017    | 23 червня 2017     |
| 5     | 13      | 13      | 18 квітня 2018     | 1 серпня 2018      |

### Пілот
| №                                                                      | Назва                        | Режисер      | Сценарист  | Дата виходу в США | Глядачі США (мільйони) |      |
| ---------------------------------------------------------------------- | ---------------------------- | ------------ | ---------- | ----------------- | ---------------------- | ---- |
| 0                                                                      | «The Originals» «Первородні» | Кріс Грісмер | Джулі Плек | 25 квітня 2013    | 2.24                   | 2.24 |
| Пілот серіалу є водночас 20 серією 4 сезону серіалу Щоденники вампіра. |                              |              |            |                   |                        |      |

### Сезон 1 (2013)
| № | Назва                                                               | Режисер       | Сценарист                           | Дата виходу в США | Глядачі США (мільйони) |      |
| --- | ------------------------------------------------------------------- | ------------- | ----------------------------------- | ----------------- | ---------------------- | ---- |
| 1 | «Always and Forever» «Разом назавжди»                               | Кріс Грісмер  | Майкл Нардуччі і Джулі Плец         | 3 жовтня 2013     | 2.21                   | 2.21 |
| Цей епізод повторює події 20 епізоду 4 сезону «Щоденників вампіра», але з погляду Елайджі. Розкриваються певні нюанси, що показують ці події більш повно. У кінці епізоду Клаус і Хейлі залишаються в особняку, який 300 років тому належав губернаторові Нового Орлеана. Елайджа був заколотий магічним клинком і ймовірно покладений до труни. |                                                                     |               |                                     |                   |                        |      |
| 2 | «House of the Rising Son» «Дім, де росте син»                       | Бред Тернер   | Дайана Адему-Джон і Деклан де Барра | 8 жовтня 2013     | 1.92                   | 1.92 |
| Ребекка приїздить до Нового Орлеана, щоби знайти Елайджу. Дорогою вона вбиває кількох вампірів, що дуже турбує Марселя. Клаус тим часом вкидає до стану Марселя шпигуна в особі новонаверненого. Марсель починає зустрічатися з барменкою Кемі, не підозрюючи, що та також перебуває під навіюванням Клауса. Розкриваються деталі знайомства Клауса й Марселя. |                                                                     |               |                                     |                   |                        |      |
| 3 | «Tangled Up in Blue» «Той, хто заплутався в синьому морі»           | Кріс Грісмер  | Ешлі Лайл і Барт Нікерсон           | 15 жовтня 2013    | 2.22                   | 2.22 |
| Ребекка і Клаус мають твердий намір повернути тіло Елайджі, що зараз у Давіни. Проблема в тому, що Ребекка не пам'ятає, де вона зустріла Давіну. Отже, вона використовує те, що Гейлі хотіла позбутися дитини і йде до тої самої відьми, в якої купляла аконіт. З'ясовується, що ця відьма, Кеті, кохана Тьєррі, правої руки вампіра Марселя. Тоді Клаус придумує план: відьма Софі приховає пошукове заклинання за магією Кеті. Для цього він випускає кров в одного з підручних Марселя й навіює йому напасти на Кеті під час погрому в кварталі відьом, що його сам Клаус умовив Марселя зчинити. Відтак Тьєррі вбиває цього вампіра, а отже порушує головне правило — не вбивати собі подібних. У результаті всіх маніпуляцій Клауса, Кеті страчено, а Тьєррі замуровано в стіні. Софі так і не встигає знайти Давіну.                                                                                     |                                                                     |               |                                     |                   |                        |      |
| 4 | «Girl in New Orleans» «Дівчина в Новому Орлеані»                    | Джессі Ворн   | Мішель Перадайз і Майкл Нардуччі    | 22 жовтня 2013    | 2.23                   | 2.23 |
| Давіні вдається вмовити Марселя випустити її до міста. Тим часом Клаус за допомогою навіювання змушує Кемі працювати на нього. Ребекка не втрачає надії знайти сховище Давіни, і зрештою їй це вдається. Уміло шантажуючи Давіну, Клаус заводить її в безпорадне становище й пробуджує в ній недовіру до Марселя, намагаючись перетягнути її на свій бік. Тим часом відьми затягують Гейлі до лісу й влаштовують напад на неї. Ребекка приходить їй на допомогу, проте нападники беруть кількістю. Гейлі рятує невідомий. Вона повертається повністю зціленою, але не пам'ятає, хто її врятував. Змучена, вона втрачає свідомість, Клаус підхоплює її на руки й відносить додому. Пізніше він приходить до Камі й у них відбувається відчайдушна розмова. А Давіну чекає зустріч з Елайджею, якого вона воскресила з власної необережності. Елайджа готовий запропонувати їй укласти угоду.                    |                                                                     |               |                                     |                   |                        |      |
| 5 | «Sinners and Saints» «Грішники і святі»                             | Кріс Грісмер  | Маргарет Макінтайр і Джулі Плец     | 29 жовтня 2013    | 2.05                   | TBA  |
| Поки Елайджа веде бесіду з Давіною, Клаус і Марсель зустрічаються зі зв'язковим, що може розповісти про напад вовкулаки на відьом і порятунок Гейлі. А Софі, Гейлі й Ребекка йдуть на місце злочину щоби зібрати прах полеглих відьом. Частково від Софі, частково від Давіни, частково від Марселя розкриваються події 8-місячної давності: відьми проводили ритуал Жаття, для воскресіння своїх чарів, а Софі була коханкою Марселя. Для Жаття було обрано 4 молодих відьом, у тому числі племінниця Софі й Давіна, яку врятував Марсель. Як з'ясувалось, відьми обманули обраниць і почали різати їх як скот, поки не залишилась тільки Давіна, яку врятував Марсель. Відтоді первородній сім'ї вампірів стає відомо, що війна між відьмами й вампірами - це боротьба за Давіну й за сім'ю. Також розкриваються подробиці різанини в церкві — брата Ками зурочила відьма й він усіх убив, включно із собою. |                                                                     |               |                                     |                   |                        |      |
| 6 | «Fruit of the Poisoned Tree» «Плід отруйного дерева»                | Майкл Алловіц | Чарлі Чарбонно і Даян Адему-Джон    | 5 листопада 2013  | 2.03                   | TBA  |
| Коли Клаус дізнається, що життя Гейлі в небезпеці, він доходить до крайності при спробі захистити її та її ненародженої дитини. З трудом справляючись із трагічними подіями свого минулого, Камі звертається до батька Кірана за повчанням. Відчуваючи, що нікому не можна довіряти, Марсель іде до старого друга по пораду, а Давіна починає вчитися контролювати свою магію. У кінці серії Клаус повідомляє несподівані новини батькові Кірану. |                                                                     |               |                                     |                   |                        |      |
| 7 | «Bloodletting» «Кровопролиття»                                      | Джеффрі Гант  | Майкл Руссо і Майкл Нардуччі        | 12 листопада 2013 | 2.40                   | TBA  |
| Коли дехто з минулого Гейлі робить разюче визнання, її стурбованість за себе й дитину росте. На тлі дедалі більшої взаємної напруги, Клаус та Елайджа звертається до Сабіне по допомогу в пошуках Гейлі, що безслідно зникла. У пошуках пройшовши вглиб боліт Клаус зустрівся з несподіваним гостем. Тим часом Давіна встановлює разючий зв'язок, а Марсель робить Ребеці заманливу пропозицію, яка не залишить її байдужою. |                                                                     |               |                                     |                   |                        |      |
| 8 | «The River in Reverse»TBA «Зворотня ріка»                           | Джессі Ворн   | Деклан де Барра і Джулі Плек        | 26 листопада 2013 | 2,38                   | TBA  |
| 9 | «Reigning Pain in New Orleans»TBA «Правлячий біль у Новому Орлеані» | Джошуа Батлер | Ешлі Лайл і Барт Нікерсон           | 5 грудня 2013     | 2,33                   | 2,33 |
| 10 | «The Casket Girls» «Дівчата в скриньці»                             | TBA           | TBA                                 | 14 січня 2014     | Буде оголошено         | TBA  |
| 11 | «Après Moi, Le Déluge» «Після мене хоч потоп»                       | TBA           | TBA                                 | 21 січня 2014     | Буде оголошено         | TBA  |
| 12 | «Dance Back From the Grave» «Танець повсталих з могил»              | TBA           | TBA                                 | 21 січня 2014     | Буде оголошено         | TBA  |
| 13 | «Crescent City» «Місто Півмісяця»                                   | TBA           | TBA                                 | 21 січня 2014     | Буде оголошено         | TBA  |
| 14 | «Long Way Back from Hell» «Довга дорога із пекла»                   | TBA           | TBA                                 | 21 січня 2014     | Буде оголошено         | TBA  |
| 15 | «Le Grand Guignol» «Гран-Гиньоль»                                   | TBA           | TBA                                 | 21 січня 2014     | Буде оголошено         | TBA  |
| 16 | «Farewell to Storyville» «Прощання з містом»                        | TBA           | TBA                                 | 21 січня 2014     | Буде оголошено         | TBA  |
| 17 | «Moon Over Bourbon Street» «Місяць над Бурбон-стріт»                | TBA           | TBA                                 | 21 січня 2014     | Буде оголошено         | TBA  |
| 18 | «The Big Uneasy» «Великий Переполох»                                | TBA           | TBA                                 | 21 січня 2014     | Буде оголошено         | TBA  |
| 19 | «An Unblinking Death» «Спокійна смерть»                             | TBA           | TBA                                 | 21 січня 2014     | Буде оголошено         | TBA  |
| 20 | «A Closer Walk with Thee» «Йти з тобою поруч»                       | TBA           | TBA                                 | 21 січня 2014     | Буде оголошено         | TBA  |
| 21 | «The Battle of New Orleans» «Битва за Новий Орлеан»                 | TBA           | TBA                                 | 21 січня 2014     | Буде оголошено         | TBA  |
| 22 | «From a Cradle to a Grave» «Від колиски до могили»                  | TBA           | TBA                                 | 21 січня 2014     | Буде оголошено         | TBA  |

## Спіноф
25 жовтня 2018 року відбулася прем'єра першого сезону спінофа «Щоденників вампіра» і «Первородні» — шоу «Спадок». Дія цього серіалу розгортається в школі Сальваторе, де навчаються обдаровані підлітки. Саме цю школу заснували Керолайн Форбс та Аларік Зацьман наприкінці 8 сезону «Щоденників вампіра».
Однією з головних героїнь стає Гоуп Майклсон, — єдина дочка первородного вампіра Клауса Майклсона та вовкулаки Гейлі Маршалл. На момент дії першого сезону Гоуп виповнилося 17 років. В березні 2018 року було повідомлено, що роль Гоуп зіграє молода американська актриса Даніель Роуз Расселл.